# Batotheca quickei
Batotheca quickei är en stekelart som beskrevs av Van Achterberg 2007. Batotheca quickei ingår i släktet Batotheca och familjen bracksteklar. Inga underarter finns listade.